# Avestastormen
Avestastormen, även känt som Avestatromben kallas den storm som den 10 juli 1993 drog in över södra Dalarna. De kommuner som drabbades var Avesta, Hedemora, Norbergs och Sala kommuner.

## Händelseförlopp
Tidigt på morgonen den 10 juli svartnade himlen över sydöstra Dalarna och nordöstra Västmanland. Vindstyrkan uppmättes till ca 20-30 meter per sekund. Därefter följde åska och blixtnedslag på många ställen, främst i Avesta kommun. Mitt på dagen började det regna stora hagelklumpar i Hedemora kommun och Norbergs kommun. Samtidigt drog en stor F2/T5 tromb genom Avesta kommun, från Brovallen genom Avesta och Horndal upp till Byvalla där den upplöstes. Som mest uppmättes vindstyrka på 35 meter/sekund i Horndal. I byn Täktbo strax öster om Avesta omkom en 6-årig flicka då hon fick ett träd över sig.
Dagen efter kunde man konstatera skador för miljonbelopp. Skogsskadorna beräknades av skogsföretaget Assi Domän till 3 miljoner. Bilar, träd och hustak hade slungats iväg i trombens spår. Förstörda fastigheter och bilar för 2 miljoner räknades i bara Avesta kommun. Förutom att en 6-årig flicka dog så hade hundratals personer skadats svårt. Räddningsarbetet försvårades av träd som låg över vägarna. Under stormdagen var det omöjligt att ta sig fram någonstans i regionen.

### Namnet
Stormen fick namnet Avestastormen eftersom Avesta kommun drabbades hårdast, men kallades även Avestatromben.

### Ny tromb 2008
År 2008, 15 år senare, drabbades Avesta av en tromb som var mera lokal till sin karaktär. Den orsakade ödeläggelse och skräck i en hundutställning, dock utan några allvarliga skador hos människor eller djur.